# Rozanne L. Ridgway
Rozanne L. Ridgway (22 de agosto de 1935, Saint Paul) é Diretora das empresas americanas: Boeing, Emerson Electric, 3M, e Sara Lee Corporation.